# Syberia III
Syberia III es un videojuego de aventura gráfica desarrollado por 
Microids, y diseñado y creado por Benoît Sokal. Es la tercera entrega de la serie  Syberia. Tras varios retrasos, el juego fue puesto a la venta el 25 de abril de 2017 para las plataformas PlayStation 4, Xbox One, Microsoft Windows y OS X, y en 2018 para Nintendo Switch.

## Desarrollo
El 1 de abril de 2009, Microïds anunció que Syberia III estaba siendo desarrollado y sería lanzado en PC y PlayStation 3 en junio de 2010 como un videojuego 3D en tiempo real. El 17 de abril de 2010 se emitió un comunicado de prensa, explicando que la versión para PC saldrá a la venta, pero no la versión de PlayStation 3, debido a problemas con Sony.
En una entrevista concedida en febrero de 2011, Benoît Sokal reveló que no se había comenzado a desarrollar el videojuego debido a la falta de fondos. Dijeron que les gustaría utilizar gráficos 3D en tiempo real similares a los de Assassin's Creed. Sin embargo, eso requeriría un presupuesto muy grande. Afirmaron que el desarrollo del videojuego en el mismo motor que Syberia I y II no es una opción porque eso llevaría a un fracaso comercial.
El 26 de noviembre de 2012, Microïds reveló en su página de Facebook que Benoît Sokal había firmado oficialmente un contrato con Anuman para escribir la historia de Syberia III y que el desarrollo oficial había comenzado. El juego tenía previsto su lanzamiento para diciembre de 2016, esta vez para PlayStation 4 y Xbox One en lugar de sus homónimas de anterior generación, hasta que en octubre de 2016 se produjo un nuevo retraso para principios de 2017. Además, el proyecto será supervisado por Elliot Grassiano, el fundador original de Microïds.
El 25 de abril de 2017 salió finalmente a la venta para las plataformas PC, PlayStation 4, Xbox One, Android, iOS, Nintendo Switch, y Mac OS.